# 101. Rezerwowy Batalion Policji

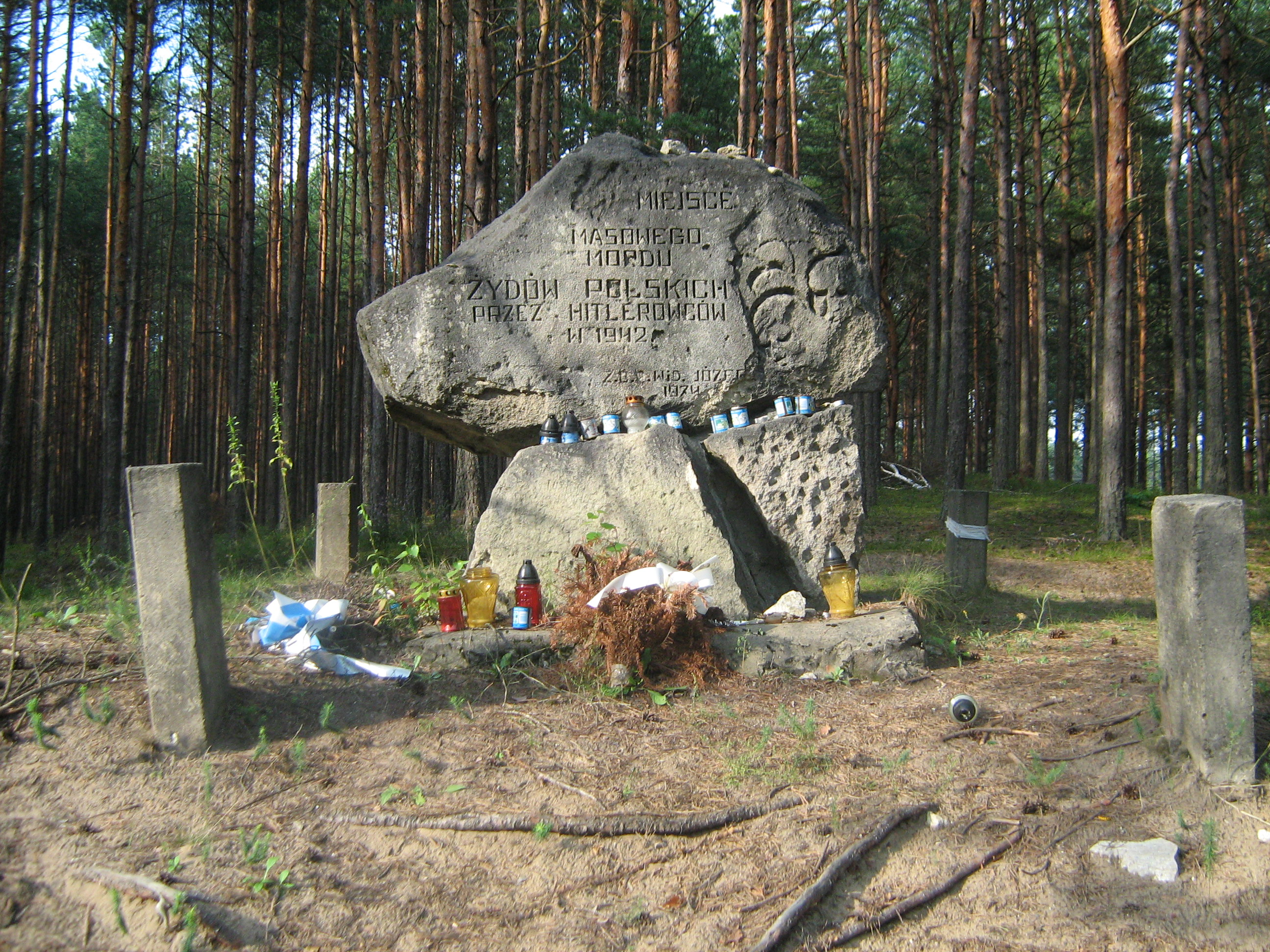
Pomnik w okolicy Józefowa poświęcony ofiarom mordu popełnionego na obywatelach polskich pochodzenia żydowskiego przez niemiecki 101. Rezerwowy Batalion Policji.

101. Rezerwowy Batalion Policji (Reserve-Polizei-Bataillon 101) – oddział zmilitaryzowanej niemieckiej policji odpowiedzialny za wysiedlenia Polaków z Kraju Warty oraz zagładę Żydów w okupowanej Polsce. Podlegała dowództwu  Ordnungspolizei (Befehlshaber der Ordnungspolizei Posen oraz Befehlshaber der Ordnungspolizei Ost) i SS.

## Skład
Składała się z 500 funkcjonariuszy, którzy wybrali służbę w rezerwie policji, aby uniknąć powołania do Wehrmachtu.

## Ofiary
Policjanci tego niemieckiego oddziału brali udział m.in. w zbrodni w Łomazach, rozstrzelaniach w Józefowie, Aktion Erntefest oraz innych mordach i likwidacjach gett łącznie pozbawiając życia 83 tysiące Żydów.

## Historia
Historię jednostki przybliżył publiczności Christopher Browning w swojej najbardziej znanej książce, zatytułowanej Zwykli ludzie: 101. Policyjny Batalion Rezerwy i "ostateczne rozwiązanie" w Polsce (oryg. Ordinary Men : Reserve Police Battalion 101 and the Final Solution in Poland )